# Maumoon Abdul Gayoom
Maumoon Abdul Gayoom (Dhivehi: މައުމޫނު އަބްދުލް ގައްޔޫމް) (født 29. december 1937) er en politiker fra ø-staten Maldiverne i Det Indiske Ocean vest for Indien og Sri Lanka. 
Gayoom har været Maldivernes præsident fra den 11. november 1978, hvor han afløste Ibrahim Nasir til den 11. november 2008, hvor han blev afløst af Mohamed Nasheed, leder af Maldivian Democratic Party. 

## Eksterne links
- The President's Office – Republic of Maldives – official website
- Profile: President Maumoon Gayoom – politikerprofil fra BBC-News

- Wikimedia Commons har flere filer relateret til Maumoon Abdul Gayoom